# Acalolepta coreanica
Acalolepta coreanica är en skalbaggsart som först beskrevs av Stefan von Breuning 1956.  Acalolepta coreanica ingår i släktet Acalolepta och familjen långhorningar. Inga underarter finns listade i Catalogue of Life.